# 셰드 나지무딘 하심
셰드 나지무딘 하심(Syed Najmuddin Hashim, 1925년 6월 1일 ~ 1999년 7월 18일)은 지난날 파키스탄 작가였으며 작가 분야에서 은퇴한 훗날 방글라데시 외교관 겸 정치가를 지내는 등 방글라데시 창건 원로의 일원이 되기도 하였다.

## 주요 이력
방송인 겸 작가 출신인 그는 방송 분야와 문학 분야에서 은퇴 후 외교관 겸 정치가로 전향하여 1984년에서 1986년까지 소련 주재 방글라데시 대사 직책을 지냈다.